# Rivière-Ojima
Pour les articles homonymes, voir Ojima.
Rivière-Ojima est un territoire non organisé situé dans la municipalité régionale de comté d'Abitibi-Ouest, dans la région administrative de l'Abitibi-Témiscamingue, au Québec.

## Toponymie
Son nom fait référence à la rivière Ojima.

## Histoire
- 1er janvier 1986: Constitution du territoire non organisé de Rivière-Ojima.

## Géographie
Rivière-Ojima est composé de deux territoires distincts situés de part et d'autre d'Authier-Nord, soit Languedoc à l'est et Saint-Eugène-de-Chazel à l'Ouest.
- Superficie: 365.8 km²

## Municipalités limitrophes
Rivière-Ojima est constitué de deux territoires non limitrophes.
Partie ouest:
Partie est:

## Démographie
- Population: 107 habitants (2005)

| 2001 | 2006 | 2011 | 2016 | 2021 |
| ---- | ---- | ---- | ---- | ---- |
| 110  | 126  | 104  | 86   | 60   |